# ララ・パルミアーニ
ララ・パルミアーニ（Lara Parmiani、1971年7月25日 - ）は、イタリアの声優。サクロ・クオーレ・カトリック大学卒業。

## 人物
ララ・パルミアーニは、1971年にジョルジョ・パルミアーニとイタラ・コスモの間に生まれた。彼女は現在ロンドンで女優として働いているが、声優の仕事のために時々イタリアに戻ってきている。

## 私生活
パルミアーニはイタラ・コスモとジョルゴ・パルミアーニの長女として生まれ、妹が一人いる。

## テレビアニメ
- カードキャプターさくら（李苺鈴）
- ご近所物語（中須茉莉子）
- 美少女戦士セーラームーン（古畑宇奈月、ユージアル、火球皇女）
- 七つの海のティコ（ナナミ・シンプソン）
- おちゃめなふたご クレア学院物語（イザベル・サリバン）